# 克里斯托瓦尔·蒙托罗
克里斯托瓦尔·里卡多·蒙托罗·罗梅罗（西班牙語：Cristóbal Ricardo Montoro Romero，1950年7月28日—）是西班牙人民党政治人物。曾任西班牙财政大臣。

## 生平
1950年7月28日出生于西班牙哈恩市。1973年毕业于马德里自治大学，获得经济学学位，1981年获得博士学位。之后留校担任助教，自1989年起在坎塔布里亞大學担任经济学教授。加入了人民党，1993年6月成为西班牙众议院议员，代表马德里选区。1996年至2000年担任财政国务秘书。2000年4月在阿斯纳尔内阁出任财政大臣。2004年卸任后担任欧洲议会议员。2011年至2018年再度出任财政大臣。

## 荣誉
- 骑士大十字级卡洛斯三世勋章[3]
- 骑士大十字级天主教伊莎贝拉勋章[4]